# The Wynners
The Wynners (Tiếng Trung Quốc: 溫拿樂隊, phiên âm Hán Việt: Ôn nã nhạc đội; còn được gọi với tên: 溫拿五虎, phiên âm Hán Việt: Ôn nã ngũ hổ) là một ban nhạc pop được thành lập tại Hồng Kông vào những năm 1970, bao gồm Đàm Vịnh Lân (hát chính), Chung Trấn Đào (hát chính, guitar, keyboards), Bành Kiện Tân (lead guitar), Diệp Trí Cường (bass) và Trần Hữu (trống).

## Lịch sử
Khởi đầu là một ban nhạc pop tiếng Anh Hồng Kông, The Wynners được tập hợp bởi người quản lý Lương Bác Đào (Pato Leung) từ nhóm nhạc tiền thân the Loosers. Chung Trấn Đào, người từng thuộc nhóm nhạc the Sergeant Majors trước khi vào The Wynner, là người duy nhất không thuộc đội hình ban đầu.
The Wynner sau đó đã trở thành một trong những nhóm nhạc teen idol nổi tiếng nhất Hồng Kông thời điểm đó. Album đầu tiên của nhóm, Listen to the Wynners (chứa bản hit Sha-La-La-La-La của nhóm the Walkers), ra mắt năm 1974, là một thành công thương mại. Những album tiếp theo cũng rất thành công, ví dụ như album Some Kind of Magic (chứa bản hit Save Your Kisses For Me của nhóm nhạc Anh Quốc Brotherhood of Man) ra mắt năm 1976.
Sự thành công trong âm nhạc cũng được thể hiện trong các phương tiện truyền thông khác, trong đó có cả chương trình truyền hình của đài TVB, the Wynners Specials (1975), và ba bộ phim truyện điện ảnh Let's Rock (1975), Gonna Get You (1976) và Making It (1978).
Trong năm 1978, những thành viên trong nhóm đã đi theo những con đường riêng để phát triển sự nghiệp solo. Đàm Vịnh Lân và Chung Trấn Đào đã trở thành 2 trong những ngôi sao nổi tiếng nhất Hồng Kông vào những năm 1980.
Tuy vậy nhưng nhóm chưa bao giờ chính thức tan rã. The Wynners vẫn tái hợp lại 5 năm 1 lần với những buổi hòa nhạc cháy vé. Năm 1983, Hong Kong Coliseum được hoàn thành và The Wynners đã biểu diễn vào tháng 9, trở thành ban nhạc Hồng Kông đầu tiên hát tại sân vận động này.
Năm 1988, để kỷ niệm 15 năm thành lập The Wynners, ban nhạc đã quay một bộ sưu tập các chương trình kỷ niệm đặc biệt tại Ma Cao, sau đó phát hành album "Wynners '88 15th Anniversary" (溫拿十五週年紀念). Cùng năm đó, ban nhạc đã giành được giải thưởng "Thập Đại Trung Văn Kim Khúc" và "Thập Đại Kình Ca Kim Khúc" với bài hát "Ngàn năm không đổi" (千載不變).
Vào ngày 1 tháng 4 năm 2011, ban nhạc tái hợp tại Artistes 311 Love Beyond Borders, một chiến dịch gây quỹ tại Hồng Kông được tổ chức bởi Thành Long cho các nạn nhân của thảm họa động đất và sóng thần Tōhoku 2011.

## Âm nhạc
Những ngày đầu thành lập, ban nhạc hát bằng tiếng Anh, chủ yếu là cover lại các bài hát nổi tiếng từ khắp nơi trên thế giới, nổi tiếng nhất là "Hey Jude" của The Beatles. Vào năm 1975, ban nhạc hợp tác với nhạc sĩ Hoàng Triêm (James Wong) và đã ra mắt một số bài hát tiếng Quảng Đông cho nhạc phim Let's Rock, phim mà Hoàng Thiêm đạo diễn. Với ca từ theo phong cách nhẹ nhàng giống như những lời của Hứa Quan Kiệt, những bài hát này đã xác định phong cách đặc trưng của dòng nhạc Cantopop thời kỳ đầu.

## Giải thưởng và danh hiệu
- Giải thưởng Thập Đại Trung Văn Kim Khúc 1988
- Giải thưởng Thập Đại Kình Ca Kim Khúc 1988